# Vicenç Martorell i Portas
Vicenç Martorell i Portas   (Sant Feliu de Guíxols, 1879 - Barcelona, 1956) fou un enginyer militar català, pare dels també enginyers Ramon Martorell i Otzet i Vicenç Martorell i Otzet.

## Biografia
Va dirigir la Brigada Topogràfica d'Enginyers de l'exèrcit (1920-1924) encarregada d'aixecar el Plano de Barcelona y sus contornos, per a  estudiar la defensa marítima de la ciutat. El 1925 va començar a dirigir la nova oficina del pla de la ciutat de l'Ajuntament, per a la qual va comptar amb alguns dels seus col·laboradors a la Brigada Topogràfica d'Enginyers, que van demanar la situació de supernumerari i van entrar a formar part de la plantilla de l'Ajuntament.
Coautor de la planificació espacial del CENU (1937), després de la Guerra Civil Espanyola, va ocupar el càrrec d'enginyer en cap de l'agrupació de serveis tècnics d'urbanisme i valoracions de l'Ajuntament de Barcelona. Des del 1948 va ser membre de l'Acadèmia de Ciències i Arts. És autor de diverses obres sobre cartografia de Barcelona i coautor de l'obra col·lectiva Historia del urbanismo en Barcelona (1970).